# ستيوارت سكوت بولوك
إدي مكلورغ (بالإنجليزية: S. Scott Bullock)‏ (ولدت في 7 مايو 1956)، هو ممثل أمريكي.

## روابط خارجية
- ستيوارت سكوت بولوك على موقع IMDb (الإنجليزية)
- ستيوارت سكوت بولوك على موقع قاعدة بيانات الفيلم (الإنجليزية)
- ستيوارت سكوت بولوك على موقع ANN person (الإنجليزية)